# أولاد جرو (اترايبة)
أولاد جرو هي إحدى مشيخات المملكة المغربية، تتبع جغرافيا لإقليم تازة وإداريًا لاترايبة. يقدر عدد سكانها بـ 2417 نسمة حسب الإحصاء الرسمي للسكان والسكنى لسنة 2004.